# 앨리스 죽이기
《앨리스 죽이기》(일본어: アリス殺し)는 고바야시 야스미의 2011년작 공포 미스터리 장편소설으로, '메르헨 죽이기 시리즈'의 첫 작품이다. 루이스 캐럴의 동화 《이상한 나라의 앨리스》를 바탕으로 한 세계관 속에서, 이상한 나라와 지구를 오가며 연쇄 살인범을 추적하는 과정을 그렸다.

## 시놉시스
공학대 학생 아리는 매일 밤 '이상한 나라' 속에서 자신은 앨리스가 되는 꿈을 꾼다. 이상한 나라에서 달걀 험프티 덤프티가 추락사하는 사건이 일어나고 목격자인 흰토끼가 앨리스를 범인으로 지목한다. 한편 현실에서는 아리와 같은 대학 연구원인 오지가 옥상에서 추락사한다. 아리는 동기인 이모리와 이야기하면서 주변에 자신처럼 이상한 나라의 꿈을 꾸는 사람들이 있고, 이상한 나라에서 살인사건이 일어나면 현실에서도 똑같이 사람이 죽는다는 것을 알아낸다. 아리와 앨리스는 누명을 벗기 위해 진짜 범인을 추적하기 시작한다.

## 등장인물

### 지구 사람들
- 구리스가와 아리(栗栖川亜理)
- 이모리 겐(井森建)
- 다나카 리오(田中李緒)
- 오지 다마오(王子玉男)
- 시노자키(篠崎)
- 히로야마 도시코(広山衡子)
- 다바타 준지(田端順二)
- 다니마루(谷丸)
- 니시나카지마(西中島)

### 이상한 나라 사람들
- 앨리스
- 빌(도마뱀)
- 겨울잠쥐
- 체셔 고양이
- 모자 장수
- 3월 토끼
- 흰토끼
- 메리 앤
- 도도새
- 험프티 덤프티
- 그리핀
- 하트 여왕
- 공작 부인